# Jared Gilman
Pour les articles homonymes, voir Gilman.
Jared T. Raynor Gilman est un acteur américain né le 28 décembre 1998 dans le New Jersey. Il s'est fait connaître grâce à son rôle de Sam dans le film Moonrise Kingdom. Ce rôle lui a valu en 2013 le Young Artist Award.

## Vie personnelle
Il habite dans le South Orange au New Jersey Il fait actuellement du golf et de l'escrime par équipe. Jared a fait sa Bar Mitzvah en février 2012.

## Carrière
À l'âge de 12 ans, il a obtenu son premier rôle professionnel dans le rôle de Sam Shakusky dans Moonrise Kingdom de Wes Anderson. Il a également joué dans un court-métrage en 2014 nommé The Pro. En 2016, il joue un petit rôle d'un étudiant anarchiste dans Paterson de Jim Jarmusch dans lequel il retrouve Kara Hayward, qui fut sa partenaire dans Moonrise Kingdom.

## Filmographie sélective
Sauf indication contraire, les informations mentionnées dans cette section peuvent être confirmées par la base de données cinématographiques Allociné,  présente dans la section « Liens externes ».
- 2012 : Moonrise Kingdom de Wes Anderson : Sam Shakusky
- 2013 : Elsa & Fred de Michael Radford : Michael
- 2014 : The Pro de Peter Huyck et Alex Gregory
- 2016 : Paterson de Jim Jarmusch